# Mehmet Ali Talat
Mehmet Ali Talat (Cirênia, 6 de julho de 1952) é o ex-presidente da República Turca de Chipre do Norte. Ele tornou-se primeiro-ministro em 2004 e, posteriormente, venceu a eleição presidencial realizada em 17 de abril de 2005. Talat foi empossado em 25 de abril de 2005, sucedendo ao presidente aposentado Rauf Denktaş. 